# Chorol
Chorol (ukr. Хорол, Choroł) – miasto na Ukrainie w obwodzie połtawskim.
Stacja kolejowa.

## Historia
Pierwsze wzmianki o osadzie pochodzą z roku 1083 i wiążą ją z księciem Włodzimierzem II Monomachem.
Miasto od 1781 r.
Podczas okupacji niemieckiej w II wojnie światowej, od września 1941 do lipca 1942, w mieście zlokalizowany był przejściowy obóz jeniecki Dulag 160.

## Populacja
- 1989 – 16 492[2][4].
- 2013 – 13 593[5].